# Jan Ścisło

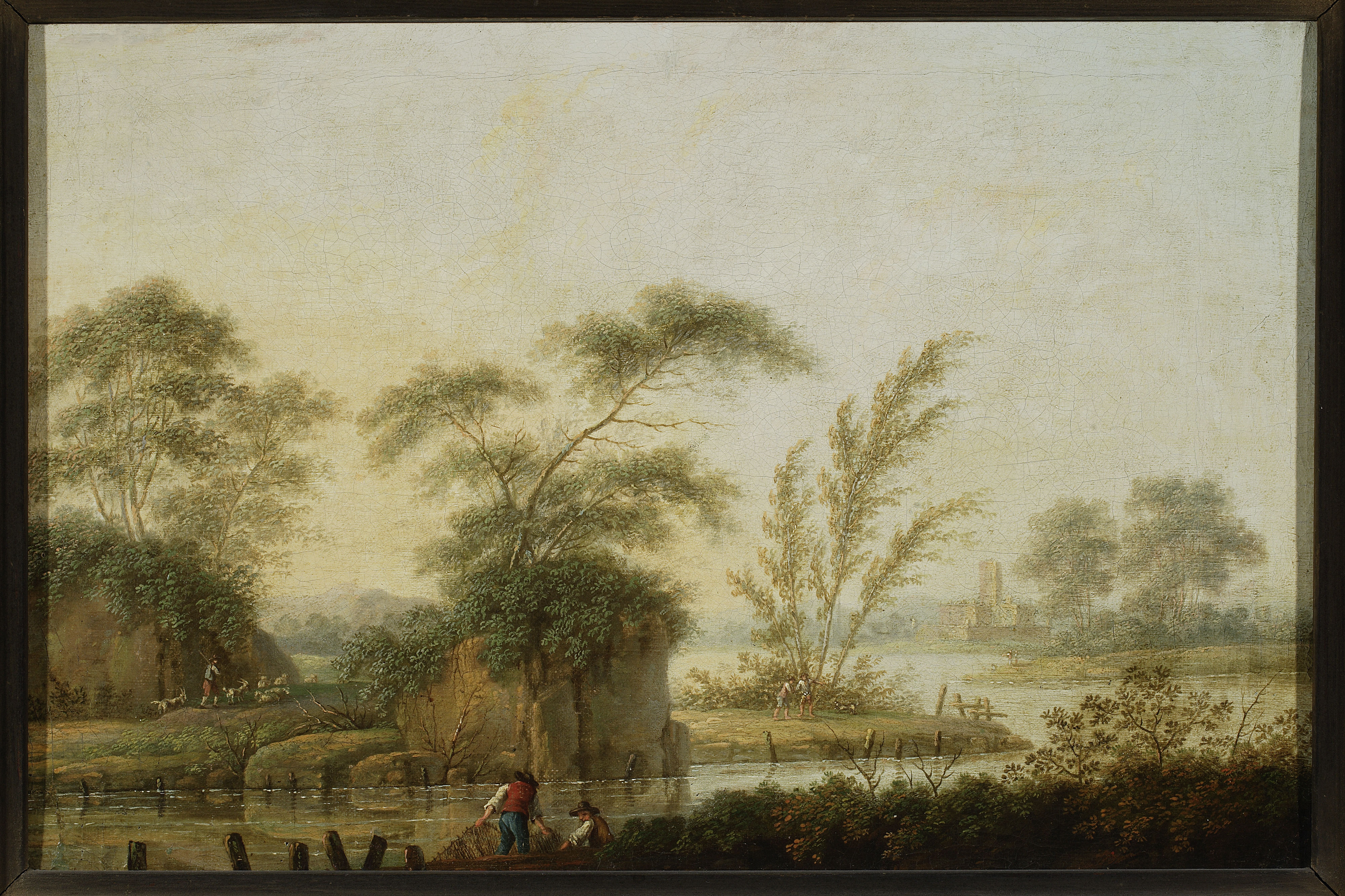
"Krajobraz - rybacy na brzegu rzeki" z 1768 r. Muzeum Narodowe w Warszawie

Jan Ścisło (ur. 1729 w Warszawie, zm. 8 lipca 1804 tamże) – polski malarz.

## Życiorys
Urodził się w 1729 w Warszawie. Sztuki malarskiej uczył się u Szymona Czechowicza i prawdopodobnie u M.Bacciarellego.
Malował pejzaże i sceny religijne w stylu rokoko. Wykonał malowidła do Zamku Królewskiego w 1766, zamku Ujazdowskiego w 1768 oraz obrazy do Białego Domu w Łazienkach Królewskich w 1775.

## Twórczość
Cztery obrazy do kaplicy NMP w kościele Św. Krzyża w Warszawie:
- Niepokalane poczęcie,
- Zwiastowanie,
- Ofiarowanie,
- Wniebowzięcie Panny Maryi.

Trzy obrazy w zbiorach króla St.Augusta:
- Krajobraz - figury i konie,
- Niewiasta flamandzka sprzedająca kapustę,
- Kuchnia, w niej dwie osoby mężczyzna i kobieta.

oraz
- „Rozmnożenia chlebów” 1796 - kościół w Wieluniu[3].

Zmarł bezżennie 8 lipca 1804 w Warszawie i pochowany został na cmentarzu świętokrzyskim staraniem siostry, która mieszkała i opiekowała się nim.